# Rosyjski Uniwersytet Sztuki Teatralnej
Rosyjski Uniwersytet Sztuki Teatralnej – GITIS znany także jako Moskiewska Akademia Teatralna (ros. Российский университет театрального искусства) — ГИТИС lub РУТИ — ГИТИС, wcześniej m.in. Государственный институт театрального искусства – ГИТИС имени А. В. Луначарского – wyższa szkoła teatralna działająca w Moskwie od 1878; największa szkoła teatralna w Europie i jedna z największych na świecie.

## Historia
Szkoła wielokrotnie zmieniała nazwy. Poniżej przedstawiono daty przyjmowania ich kolejnych wersji.
- 1878 – Szkoła muzyczna Szostakowskiego (Музыкальнaя школa Шостаковского)
- 1883 – Szkoła Muzyczno-Dramatyczna (Музыкально-драматическое училище)
- 1918 – Instytut Muzyczno-Dramatyczny (Музыкально-драматический институт)
- 1920 – Państwowy Instytut Dramatu Muzycznego (Государственный институт музыкальной драмы – ГИМДр)
- 1922 – Państwowy Instytut Sztuki Teatralnej (Государственный институт театрального искусства – ГИТИС)
- 1925 – Centralne Technikum Sztuki Teatralnej (Центральный техникум театрального искусства – ЦЕТЕТИС)
- 1931 – ponownie Państwowy Instytut Sztuki Teatralnej (Государственный институт театрального искусства – ГИТИС)
- 1934 – Szkoła otrzymała imię Anatolija Łunaczarskiego, które nosiła do końca istnienia ZSRR
- 1991 – Rosyjska Akademia Sztuki Teatralnej (Российская академия театрального искусства — РАТИ-ГИТИС)
- 2011 – Rosyjski Uniwersytet Sztuki Teatralnej (Российский университет театрального искусства — РУТИ — ГИТИС)

## Struktura
Akademia składa się z ośmiu wydziałów, na których uczy się około 1500 studentów:
- sztuki aktorskiej
- sztuki reżyserskiej
- teatru muzycznego
- baletu
- krytyki teatralnej
- scenografii
- produkcji